# 유치원

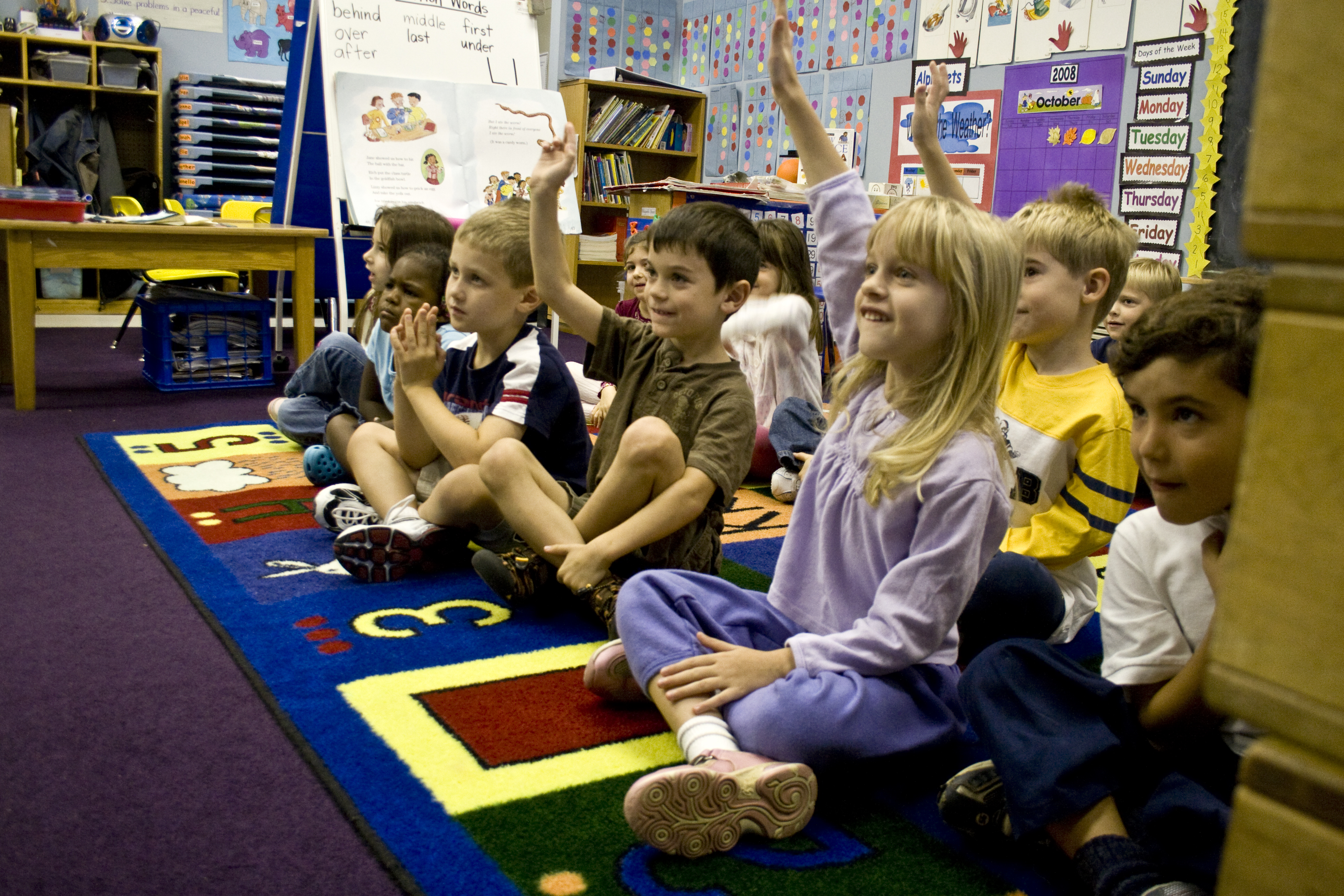
유치원 교실

유치원(幼稚園)은 학령이 안 된 어린이의 심신 발달을 위한 교육 시설. 쉬운 음악ㆍ그림ㆍ공작(工作)ㆍ유희 따위를 가르치는 곳으로 유아를 대상으로 하는 교육 기관이다. 유치원은 기본적인 기능과 창의적 놀이, 그리고 사회관계 형성을 제공하여 유아의 자아 개발을 돕는 것을 목적으로 한다. 인간이 일생동안 심신의 발달단계에 따라 나눌 수 있는데, 소년기 이전의 영아기와 유아기로 구분하기도 하였고, '영유아기'로 통칭하기도 한다. 영아기는 통상 출생 직후부터 만 1세까지를 말하고, 유아기는 이후부터 만 5세까지를 가리키는데, 유치원은 유아를 대상으로 하는 취학 전 교육기관이다. 물론 나라마다 취원 대상인 연령은 다르지만 대한민국에서는 보통 만 3세에 유치원 교육을 시키고 있고 국공립 유치원에는 단설 유치원과 병설 유치원으로 구성되어 있다.
최초의 유치원은 프리드리히 프뢰벨에 의해 1837년 독일에서 설립되었다. 오늘날 세계의 거의 대부분의 나라에서 유치원은 초등교육의 일부로서 운영되고 있다. 현재 대한민국에서 유치원은 의무 교육에 들어가지는 않지만 서울특별시 등 국내의 일부 지역에서 유치원 원비를 폐지하거나 줄이는 등 유치원 무상 교육을 추진 중에 있으며, 유치원 1년을 의무교육에 추가하는 방안도 검토 중이다. 조선민주주의인민공화국에서는 유치원 1년이 의무 교육이다.
오늘날의 유치원 교육은 프리드리히 프뢰벨의 유아교육 운동에 의해 시작되었다. 프뢰벨은 1837년 독일에서 최초의 유치원을 설립하였다. 이후 독일은 유치원 금지령을 내리기도 하였으나 마렌홀츠 뷰로우와 같은 사람들의 노력에 힘입어 1860년 금지령이 철회되었다. 1873년 독일 프뢰벨 연맹이 설립되었다.

## 같이 보기
- 유치원 교사
- 영아
- 유아
- 교육
- 보육
- 보육교사
- 대한민국의 교육
- 대한민국의 교육과정
- 대한민국의 교육 제도
- 대한민국의 학교
- 대한민국의 유치원